# Jonas Edman
Jonas Edman (Linköping, 4 marzo 1967) è un ex tiratore a segno svedese.

## Palmarès

### Olimpiadi
- 1 medaglia:
  - 1 oro (Sydney 2000 nella carabina 50 metri a terra)